# Вест-Сіо (Орегон)
Вест-Сіо (англ. West Scio) — переписна місцевість (CDP) в США, в окрузі Линн штату Орегон. Населення — 126 осіб (2020).

## Географія
Вест-Сіо розташований за координатами 44°42′35″ пн. ш. 122°52′52″ зх. д. / 44.70972° пн. ш. 122.88111° зх. д. (44.709831, -122.881220).  За даними Бюро перепису населення США в 2010 році переписна місцевість мала площу 0,88 км², уся площа — суходіл.

## Демографія
Згідно з переписом 2010 року, у переписній місцевості мешкало 120 осіб у 49 домогосподарствах у складі 30 родин. Густота населення становила 137 осіб/км².  Було 51 помешкання (58/км²).
Расовий склад населення:
| - 85,0 % — білих - 1,7 % — корінних американців - 0,8 % — вихідців з тихоокеанських островів |

До двох чи більше рас належало 12,5 %. Частка іспаномовних становила 8,3 % від усіх жителів.
За віковим діапазоном населення розподілялося таким чином: 20,0 % — особи молодші 18 років, 62,5 % — особи у віці 18—64 років, 17,5 % — особи у віці 65 років та старші. Медіана віку мешканця становила 42,5 року. На 100 осіб жіночої статі у переписній місцевості припадало 93,5 чоловіків;  на 100 жінок у віці від 18 років та старших — 104,3 чоловіків також старших 18 років.
Цивільне працевлаштоване населення становило 33 особи. Основні галузі зайнятості: роздрібна торгівля — 60,6 %, науковці, спеціалісти, менеджери — 24,2 %, публічна адміністрація — 15,2 %.